# Лиля навсегда
«Ли́ля навсегда́» (англ. Lilja 4-ever) — драма шведского режиссёра Лукаса Мудиссона, его третий полнометражный фильм. В отличие от своих предыдущих фильмов, Мудиссон снял мрачную картину, пронизанную отчаянием и безысходностью, рассказывающую историю брошенной матерью на произвол судьбы 16-летней девочки в бывшей республике Советского Союза. В оригинальном названии фильма (Lilja 4-ever) слово «forever» (навсегда) сокращено до написания «4-ever». Издатель в России — XL Media. Мировая премьера состоялась в Швеции 23 августа 2002 года. В России фильм изначально вышел в ограниченный прокат 10 апреля 2003 года, но 17 апреля вышел уже в широкий.
Фильм основан на истории Дангуоле Расалайте, чьи прощальные три письма послужили основой для сценария.

## Сюжет
Фильм начинается со сцены, где Лиля бежит по улице под песню «Mein Herz brennt» группы «Rammstein» и в конечном итоге оказывается на мосту, где встаёт на перила. Затем действие переносится в её прошлое. Мать несовершеннолетней Лили Михайловой, живущей в бывшей советской республике, уезжает с богатым женихом в США и бросает свою дочь в одиночестве. Опекунша Анна (тётя Лили) переселяет племянницу из её хоть и не богатой, но в целом уютной квартиры в небольшую убогую квартиру под предлогом, что за коммунальные услуги ни она, ни Лиля платить не могут. Денежно она девочке никак не помогает. Совсем плохо становится, когда коммунальная служба отключает в квартире электричество, потом Лиля обнаруживает, что тётя Анна тем временем заняла её старую квартиру, а затем саму Лилю вызывает социальная служба, где она выясняет, что мать прислала им письмо, в котором хочет отказаться от прав на дочь. Тогда подруга Лили Наташа пытается уговорить её заняться вместе с ней проституцией, как это делала в своё время её мать, но Лиля отказывается. Однако отец Наташи находит заработанные от клиентов деньги, и подруга, теперь уже бывшая, испугавшись, врёт, что это деньги Лили, из-за чего за последней закрепляется репутация проститутки.
Окончательно оказавшись без средств к существованию, Лиля бросает школу (где у неё уже давно тяжёлые отношения с учителями и одноклассниками), а потом, когда она понимает, что ей нужны деньги, и у неё нет никакого средства заработать, девочка начинает на самом деле заниматься проституцией. Из-за этого компания парней, которые ещё недавно были её друзьями, однажды ночью врывается к ней домой и насилует её. Единственным другом Лили является Володя — нескладный мальчишка, который так же, как и она, отвергнут всеми (в первую очередь, своим отцом-алкоголиком). Он — единственный, кто не презирает Лилю и с кем у неё сложились очень нежные отношения. На заработанные деньги она даже покупает ему баскетбольный мяч, но его отец прокалывает его ножницами. Вскоре в жизни Лили появляется Андрей: симпатичный, умный, обаятельный молодой человек, который, как ей кажется, влюбился в неё. Это вызывает ревность и настороженность со стороны Володи. Через некоторое время Андрей зовёт Лилю с собой в Швецию, обещая счастливую совместную жизнь и работу в благополучной стране. Лиля соглашается, хотя перед ней лежит целая череда фактов, которые должны были её насторожить: Андрей предлагает ей работу в виде сбора овощей на овощной ферме (что, по мнению, Володи, звучит странно, так как овощи в это время года не собирают), Лиля должна лететь по фальшивому загранпаспорту (Андрей мотивирует это тем, что она несовершеннолетняя), а у самого Андрея в день отъезда неожиданно «заболевает бабушка» и он отправляет Лилю одну, сообщив, что в Швеции её будет ждать «его друг». Спускаясь по лестнице к Андрею, она перепрыгивает рассыпавшуюся картошку соседки и бежит дальше, а во дворе Володя уходит от неё, отказавшись попрощаться. После отъезда Лили Володя совершает самоубийство в подъезде, приняв смертельную дозу медикаментов.
За границей Лилю встречает «шеф» Витэк, который на деле является польским сутенёром. Он отвозит её в запертую квартиру и, когда Лиля принимает ванну, насилует. Лиля оказывается в безвыходной ситуации, её используют как обыкновенную проститутку. Единственным скрашивающим обстоятельством являются сны, в которых её навещает дух Володи с белыми декоративными крыльями за спиной. В одном из снов на Рождество он переносит её на крышу и говорит, что дарит ей весь мир вокруг, но Лиле не нравится такой «подарок», потому что, по её мнению, этот мир хоть и является таким богатым, о котором она мечтала, но в то же время он оказался очень холодным и неприветливым. Она хочет спрыгнуть с крыши, но Володя говорит, что если она умрёт, то её обидчики от этого только выиграют, а она — нет (тем более, что сам он жалеет о своём поступке). После этого в Лиле что-то ломается и, будучи в ванной, она решается отстричь себе волосы, и изуродовать себя макияжем, после чего она перечит клиенту (из-за чего тот очень жёстко её насилует), а затем пытается убежать из машины сутенёра, но тот зверски избивает её, притаскивает в квартиру и, бросив на пол, убегает. Очнувшись, Лиля видит дух Володи, который показывает ей, что Витэк, убегая, в ярости забыл запереть дверь. С вопросом «Куда я пойду?» Лиля выходит наружу.
От безысходности она убегает от полиции и оказывается на мосту, где забирается на перила. Володя просит её остановиться, но Лиля, не слушая его, прыгает. В машине скорой помощи её пытаются реанимировать. Стоящий рядом с медиками Володя кладёт Лиле на лицо руку, та открывает глаза, после чего она оказывается у себя дома и заново идёт эпизод, где Лиля садится в машину к Андрею (чтобы тот отвёз её в аэропорт), но на этот раз Лиля не делает этого и захлопывает перед ним дверцу, вбегает в подъезд и помогает старухе-соседке собрать рассыпавшуюся картошку. Фильм заканчивается сценой, в которой Лиля и Володя играют в баскетбол на крыше дома, а за их спинами сияют белоснежные крылья…

## Производство

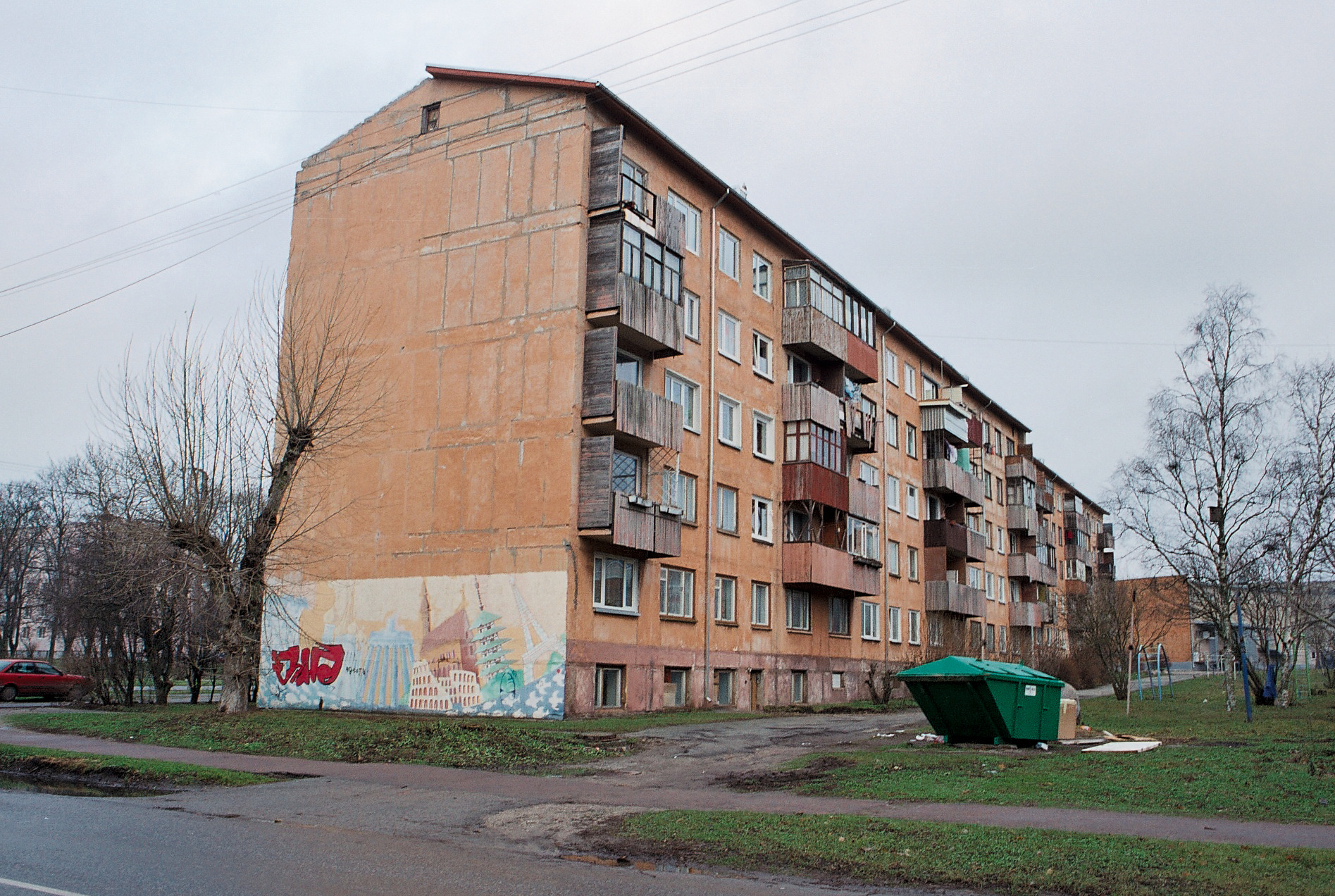
Палдиски в 2006 году

Лукас Мудиссон написал сценарий на шведском языке, а потом перевёл его на русский. Изначально в сюжете было очень много религиозных образов Иисуса Христа, которые сопровождали Лилю по ходу его развития.
Производством занималась студия Мудиссона «Memfis Film» в сотрудничестве с компаниями «Film i Väst», «Sveriges Television» и «Zentropa». Финансовая поддержка была оказана шведскими и датскими Институтами Кинематографии и фондом «Nordisk Film & TV-Fond». Бюджет составил 30 миллионов шведских крон.
На главные роли Мудиссон просмотрел около тысячи детей и подростков, которым во время проб нужно было разыгрывать целые импровизации и различные темы в общении родителей и детей. В одной из них нужно было изобразить подростка, который не сделал домашнюю работу и теперь уговаривает родителей отпустить его погулять. Кандидатуру Акиньшиной Мудиссон прокомментировал тем, что она представляла собой не такой образ Лили, который он задумывал изначально, так как, по его словам, Оксана оказалась даже лучше этого.
Съёмки длились около 40 дней. В качестве бывшей советской республики был взят эстонский город Палдиски, часть снималась в Таллине, шведские эпизоды снимались в Мальмё и в павильонах в Тролльхеттане. Прыжок Лили с моста снимался в Мальмё в районе Эриксфальт (мост над Треллеборгсваген). Поскольку Мудиссон не знал русского языка, то он общался с актёрами через переводчиков, одним из которых была Александра Дальстрём. Если реплики по звучанию казались режиссёру неубедительными, то он просил актёров импровизировать, не опираясь на сценарий.

## В ролях
| Актёр             | Роль     |
| ----------------- | -------- |
| Оксана Акиньшина  | Лиля     |
| Артём Богучарский | Володя   |
| Любовь Агапова    | мать     |
| Павел Пономарёв   | Андрей   |
| Лилия Шинкарёва   | тётя Аня |
| Элина Бененсон    | Наташа   |
| Томас Неуман      | Витэк    |
| Тыну Карк         | Сергей   |

## Номинации и награды
Картина была избрана в качестве заявки от Швеции на премию «Оскар» за лучший фильм на иностранном языке. Так как правила AMPAS до 2005 года по этой категории предусматривали фильмы на одном из официальных языков страны происхождения, снятый преимущественно на русском фильм чуть не был дисквалифицирован, однако в итоге допущен к рассмотрению — впрочем, так и не достигнув шорт-листа номинации.
Помимо этого фильм был удостоен следующих номинаций и наград:
- 2 номинации на European Film Awards 2002 году в категориях «Лучший фильм» и «Лучшая актриса»
- «Гран-при Астурии», «Специальный приз жюри» и победа на Международном кинофестивале в Хихоне 2002 году по категории «Лучшая актриса»
- 2 номинации на кинопремию «Скандинавского совета» 2002 года в категориях «Лучший режиссёр / сценарист» и «Лучший продюсер»
- Победитель Стокгольмского кинофестиваля 2002 года — Приз Canal+ Оксане Акиньшиной и Приз Международной Федерации Кинопрессы (ФИПРЕССИ) Лукасу Мудиссону
- 5 национальных кинонаград «Золотой жук» 2003 года Шведской академии кинематографии в категориях «Лучший фильм», «Лучший режиссёр», «Лучший сценарий», «Лучшая кинематография» и «Лучшая актриса», а также номинация в категории «Лучший актёр»
- Номинация на премию Robert Festival 2003 года в категории «Лучший неамериканский фильм»
- Победитель Скандинавского кинофестиваля в Руанде 2003 года в категориях «Лучшая актриса» и «Выбор зрителей»
- 4 номинации на премию Общества поддержки независимого кино Chlotrudis 2004 года в категориях «Лучший фильм», «Лучший режиссёр», «Лучшая женская роль» и «Лучшая мужская роль второго плана»
- Номинация на премию «Независимый дух» 2004 года в категории «Лучший иностранный фильм»
- Номинация на премию «Американского сообщества политических фильмов» 2004 года в категории «Права человека»[5]

## Саундтрек
- Alphaville — Forever Young (FAF Diamonds In The Sun Mix)
- A. Vivaldi — Al santo sepolcro
- Rammstein — Mein Herz brennt
- ВИА Гра — «Бомба»
- Валерия — «Таю»
- Валерия — «Не обижай меня»
- Валерия — «Не обманывай»
- Тату — «Нас не догонят»
- Antiloop — Only you
- Antiloop — let your body free
- Double N — The Ride
- Blanka — Smell of you
- French Affair — Sexy
- Flaskkvartetten — O Virtus Sapientie
- Nathan Larson — The Bridge
- Nathan Larson — Mommy, Are Angels Dead? (Lilja 4-ever)
- Nathan Larson — Night Basketball (Lilja 4-ever)